# チカイエカ

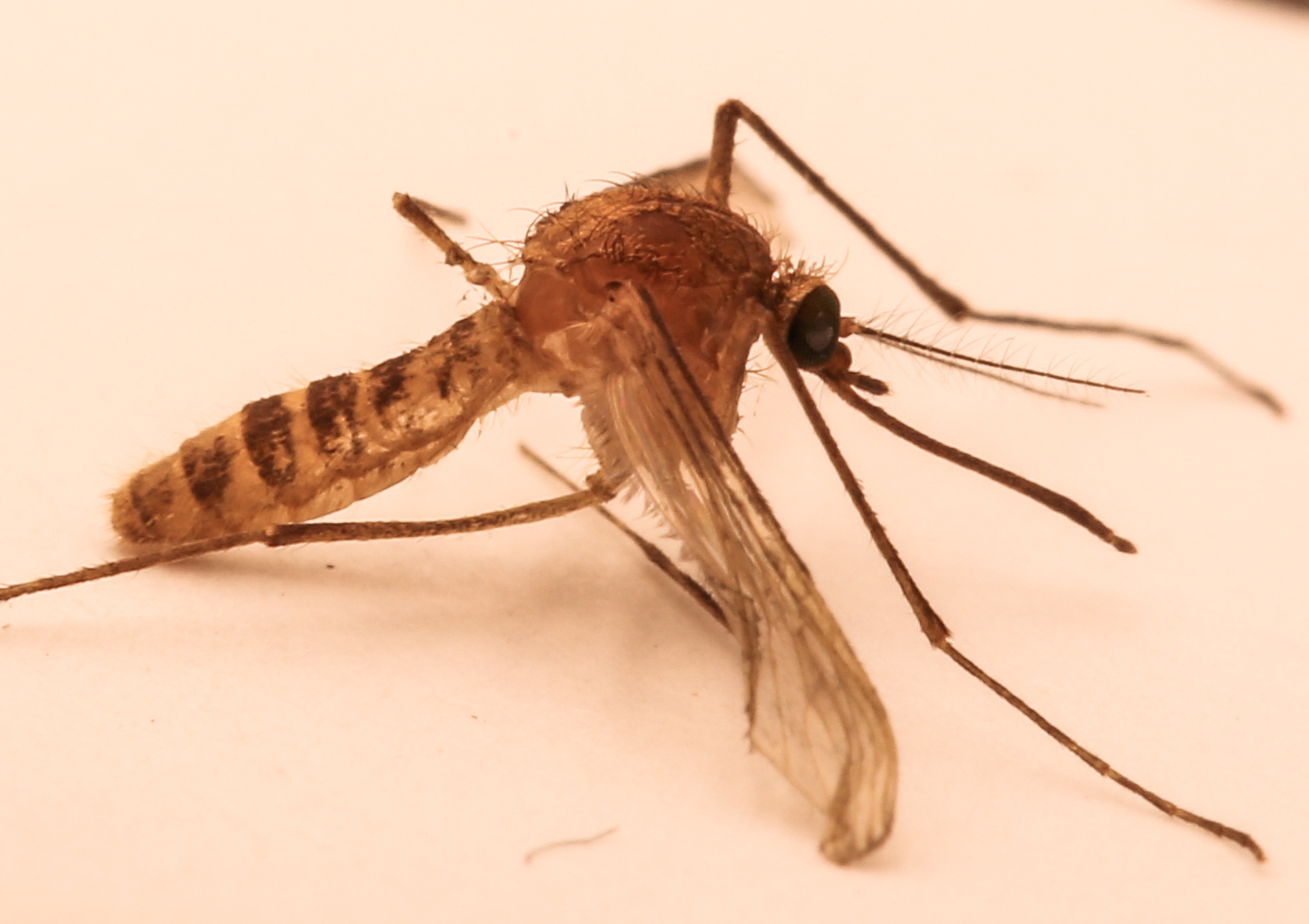
チカイエカ

チカイエカ（地下家蚊）は、双翅目カ科イエカ属に属する昆虫。アカイエカの亜種、変種または近縁種ないし生態品種と考えられており、アカイエカと形態的には区別できない。体長5.5mm程度、体色は灰褐色〜赤褐色。人を吸血し、フィラリアを媒介する。
アカイエカとは異なり、冬でも活動し吸血する。地下鉄やビルの地下室など、地下空間に発生するためこの名がある。季節を問わず年間を通して発生する。狭所交尾性。吸血なしでは産卵できないアカイエカとは異なり、無吸血産卵性で、1回目の産卵は無吸血でも行うことができる。世界では北半球に広く分布し、日本全国に分布する。